# 南寧市
南寧市（なんねい/ナンニン-し、簡体字中国語: 南宁市，拼音: Nánníng、チワン語: Namzningz）は中華人民共和国広西チワン族自治区の首府である。歴史的な簡称は邕（よう）だが、近年緑化が進んでいることから緑城とも言われる。チワン族が全市人口の 56.3 パーセントを占める。

## 歴史
紀元前214年秦の嶺南征服により桂林郡に属し、広州を都とする南越王国を経て、紀元前111年に漢の鬱林郡となった。318年に東晋が鬱林郡から晋興郡を分置し、晋興県を置いた。これが今日の南寧の始まりである。唐代には邕州が設置され、これが今日の南寧の簡称の起源となる。元代には邕州路が南寧路に改められ、南寧の名が起った。明代には南寧府が置かれて、広西布政使司に属し、清代には桂林を省会とする広西省に属した。
辛亥革命後、広西軍政府は1913年桂林から南寧に省都を移したが、1936年には再び桂林に戻った。日中戦争では二度日本軍に占領されている。1949年12月4日人民解放軍が南寧に入城し、1950年1月23日南寧市人民政府が正式に成立した。同年2月8日広西省人民政府が成立すると南寧を省都とした。その後、幾度かの変遷を経て1958年3月5日現在の広西壮族自治区が成立し、南寧市が自治区首府となった。1968年には文化大革命により南寧市革命委員会が成立するが、1980年には正式に市人民政府が復活する。1992年6月15日、国務院の決定により南寧市は対外開放都市となった。
過去に広東省（特に中山市）からの移住者が多かったため、主に白話（広東語）を使用していたが、1996年からの普通話重点教育により白話を話せない若者が増えているのが現状。ただし、年配者同士の会話は依然白話である。

## 地理
自治区中南部の南寧盆地を流れる邕江両岸に位置する。邕江は珠江支流の西江の支流・鬱江の南寧市付近における別名であり、河川航路により海に出ることができる。ベトナム国境から 160 キロメートルの地点にあり、中国と東南アジアとの貿易上重要な都市となる。海洋から遠くないため、高温多湿である。

### 気候
| 南寧 (1991−2020)の気候                    | 南寧 (1991−2020)の気候 | 南寧 (1991−2020)の気候 | 南寧 (1991−2020)の気候 | 南寧 (1991−2020)の気候 | 南寧 (1991−2020)の気候 | 南寧 (1991−2020)の気候 | 南寧 (1991−2020)の気候 | 南寧 (1991−2020)の気候 | 南寧 (1991−2020)の気候 | 南寧 (1991−2020)の気候 | 南寧 (1991−2020)の気候 | 南寧 (1991−2020)の気候 | 南寧 (1991−2020)の気候 |
| 月                                        | 1月                    | 2月                    | 3月                    | 4月                    | 5月                    | 6月                    | 7月                    | 8月                    | 9月                    | 10月                   | 11月                   | 12月                   | 年                     |
| ----------------------------------------- | ---------------------- | ---------------------- | ---------------------- | ---------------------- | ---------------------- | ---------------------- | ---------------------- | ---------------------- | ---------------------- | ---------------------- | ---------------------- | ---------------------- | ---------------------- |
| 最高気温記録 °C （°F）                    | 32.6 (90.7)            | 36.2 (97.2)            | 35.5 (95.9)            | 38.3 (100.9)           | 40.4 (104.7)           | 37.9 (100.2)           | 39.0 (102.2)           | 39.1 (102.4)           | 38.2 (100.8)           | 35.2 (95.4)            | 33.7 (92.7)            | 30.5 (86.9)            | 40.4 (104.7)           |
| 平均最高気温 °C （°F）                    | 16.9 (62.4)            | 19 (66)                | 21.7 (71.1)            | 27.2 (81)              | 30.7 (87.3)            | 32.2 (90)              | 32.8 (91)              | 32.9 (91.2)            | 31.7 (89.1)            | 28.7 (83.7)            | 24.5 (76.1)            | 19.5 (67.1)            | 26.48 (79.67)          |
| 日平均気温 °C （°F）                      | 12.8 (55)              | 14.8 (58.6)            | 17.8 (64)              | 22.7 (72.9)            | 26.1 (79)              | 27.8 (82)              | 28.3 (82.9)            | 28 (82)                | 26.7 (80.1)            | 23.4 (74.1)            | 19.1 (66.4)            | 14.5 (58.1)            | 21.83 (71.26)          |
| 平均最低気温 °C （°F）                    | 10 (50)                | 12 (54)                | 15 (59)                | 19.5 (67.1)            | 22.7 (72.9)            | 24.9 (76.8)            | 25.2 (77.4)            | 24.9 (76.8)            | 23.3 (73.9)            | 19.8 (67.6)            | 15.5 (59.9)            | 11 (52)                | 18.65 (65.62)          |
| 最低気温記録 °C （°F）                    | −2.1 (28.2)            | 0.2 (32.4)             | 3.7 (38.7)             | 9.2 (48.6)             | 13.5 (56.3)            | 18.2 (64.8)            | 19.7 (67.5)            | 19.9 (67.8)            | 15.4 (59.7)            | 6.9 (44.4)             | 0.7 (33.3)             | −1.9 (28.6)            | −2.1 (28.2)            |
| 雨量 mm （inch）                          | 43.2 (1.701)           | 31.8 (1.252)           | 67 (2.64)              | 75.4 (2.969)           | 159.9 (6.295)          | 215.6 (8.488)          | 245.3 (9.657)          | 188.4 (7.417)          | 115.4 (4.543)          | 64.6 (2.543)           | 45.6 (1.795)           | 33.6 (1.323)           | 1,285.8 (50.623)       |
| 平均降雨日数 （≥0.1 mm）                  | 10.2                   | 10.3                   | 14.4                   | 11.4                   | 14.5                   | 16.3                   | 16.2                   | 14.9                   | 9.9                    | 6.5                    | 6.4                    | 7.1                    | 138.1                  |
| % 湿度                                    | 78                     | 79                     | 82                     | 80                     | 79                     | 82                     | 82                     | 82                     | 79                     | 75                     | 75                     | 74                     | 78.9                   |
| 平均月間日照時間                          | 63.7                   | 59.8                   | 53.3                   | 97.7                   | 144                    | 145.4                  | 178.9                  | 181                    | 176.1                  | 163.3                  | 129.9                  | 108                    | 1,501.1                |
| 日照率                                    | 21                     | 18                     | 17                     | 24                     | 35                     | 40                     | 48                     | 47                     | 51                     | 46                     | 44                     | 37                     | 35.7                   |
| 出典：China Meteorological Administration |                        |                        |                        |                        |                        |                        |                        |                        |                        |                        |                        |                        |                        |

| 南寧市邕寧區 (1991-2020)の気候            | 南寧市邕寧區 (1991-2020)の気候 | 南寧市邕寧區 (1991-2020)の気候 | 南寧市邕寧區 (1991-2020)の気候 | 南寧市邕寧區 (1991-2020)の気候 | 南寧市邕寧區 (1991-2020)の気候 | 南寧市邕寧區 (1991-2020)の気候 | 南寧市邕寧區 (1991-2020)の気候 | 南寧市邕寧區 (1991-2020)の気候 | 南寧市邕寧區 (1991-2020)の気候 | 南寧市邕寧區 (1991-2020)の気候 | 南寧市邕寧區 (1991-2020)の気候 | 南寧市邕寧區 (1991-2020)の気候 | 南寧市邕寧區 (1991-2020)の気候 |
| 月                                        | 1月                            | 2月                            | 3月                            | 4月                            | 5月                            | 6月                            | 7月                            | 8月                            | 9月                            | 10月                           | 11月                           | 12月                           | 年                             |
| ----------------------------------------- | ------------------------------ | ------------------------------ | ------------------------------ | ------------------------------ | ------------------------------ | ------------------------------ | ------------------------------ | ------------------------------ | ------------------------------ | ------------------------------ | ------------------------------ | ------------------------------ | ------------------------------ |
| 平均最高気温 °C （°F）                    | 17.3 (63.1)                    | 19.2 (66.6)                    | 21.8 (71.2)                    | 27.2 (81)                      | 30.9 (87.6)                    | 32.3 (90.1)                    | 32.9 (91.2)                    | 33.1 (91.6)                    | 32.2 (90)                      | 29.1 (84.4)                    | 24.9 (76.8)                    | 20 (68)                        | 26.74 (80.13)                  |
| 日平均気温 °C （°F）                      | 13.3 (55.9)                    | 15.1 (59.2)                    | 18 (64)                        | 23 (73)                        | 26.4 (79.5)                    | 28.1 (82.6)                    | 28.5 (83.3)                    | 28.4 (83.1)                    | 27.2 (81)                      | 24.1 (75.4)                    | 19.8 (67.6)                    | 15.2 (59.4)                    | 22.26 (72)                     |
| 平均最低気温 °C （°F）                    | 10.7 (51.3)                    | 12.5 (54.5)                    | 15.4 (59.7)                    | 20 (68)                        | 23.3 (73.9)                    | 25.3 (77.5)                    | 25.7 (78.3)                    | 25.5 (77.9)                    | 24 (75)                        | 20.7 (69.3)                    | 16.4 (61.5)                    | 12 (54)                        | 19.29 (66.74)                  |
| 雨量 mm （inch）                          | 40.9 (1.61)                    | 31 (1.22)                      | 61 (2.4)                       | 75.5 (2.972)                   | 174.8 (6.882)                  | 216.8 (8.535)                  | 222.4 (8.756)                  | 193.5 (7.618)                  | 111.2 (4.378)                  | 65.3 (2.571)                   | 42.2 (1.661)                   | 34.6 (1.362)                   | 1,269.2 (49.965)               |
| 出典：China Meteorological Administration |                                |                                |                                |                                |                                |                                |                                |                                |                                |                                |                                |                                |                                |

| 南寧 (1971-2000)の気候                       | 南寧 (1971-2000)の気候 | 南寧 (1971-2000)の気候 | 南寧 (1971-2000)の気候 | 南寧 (1971-2000)の気候 | 南寧 (1971-2000)の気候 | 南寧 (1971-2000)の気候 | 南寧 (1971-2000)の気候 | 南寧 (1971-2000)の気候 | 南寧 (1971-2000)の気候 | 南寧 (1971-2000)の気候 | 南寧 (1971-2000)の気候 | 南寧 (1971-2000)の気候 | 南寧 (1971-2000)の気候 |
| 月                                           | 1月                    | 2月                    | 3月                    | 4月                    | 5月                    | 6月                    | 7月                    | 8月                    | 9月                    | 10月                   | 11月                   | 12月                   | 年                     |
| -------------------------------------------- | ---------------------- | ---------------------- | ---------------------- | ---------------------- | ---------------------- | ---------------------- | ---------------------- | ---------------------- | ---------------------- | ---------------------- | ---------------------- | ---------------------- | ---------------------- |
| 平均最高気温 °C （°F）                       | 16.9 (62.4)            | 18.0 (64.4)            | 21.5 (70.7)            | 26.6 (79.9)            | 30.4 (86.7)            | 32.1 (89.8)            | 32.9 (91.2)            | 32.7 (90.9)            | 31.6 (88.9)            | 28.4 (83.1)            | 24.1 (75.4)            | 20.2 (68.4)            | 26.3 (79.3)            |
| 平均最低気温 °C （°F）                       | 10.0 (50)              | 11.5 (52.7)            | 15.0 (59)              | 19.6 (67.3)            | 22.8 (73)              | 24.9 (76.8)            | 25.4 (77.7)            | 25.2 (77.4)            | 23.6 (74.5)            | 20.2 (68.4)            | 15.3 (59.5)            | 11.3 (52.3)            | 18.7 (65.7)            |
| 降水量 mm （inch）                           | 35.3 (1.39)            | 42.6 (1.677)           | 59.4 (2.339)           | 97.1 (3.823)           | 185.6 (7.307)          | 207.1 (8.154)          | 218.8 (8.614)          | 205.3 (8.083)          | 128.3 (5.051)          | 65.5 (2.579)           | 40.3 (1.587)           | 24.5 (0.965)           | 1,309.8 (51.567)       |
| % 湿度                                       | 78                     | 81                     | 82                     | 81                     | 80                     | 82                     | 82                     | 82                     | 78                     | 75                     | 74                     | 74                     | 79                     |
| 平均月間日照時間                             | 69.6                   | 56.7                   | 61.8                   | 91.4                   | 144.0                  | 161.1                  | 196.8                  | 186.1                  | 185.6                  | 163.7                  | 144.2                  | 123.7                  | 1,584.7                |
| 出典：中国气象局 国家气象信息中心 2009-09-10 |                        |                        |                        |                        |                        |                        |                        |                        |                        |                        |                        |                        |                        |

## 行政区画
7市轄区・1県級市・4県を管轄下に置く。
- 市轄区：
  - 青秀区・興寧区・江南区・西郷塘区・良慶区・邕寧区・武鳴区
- 県級市：
  - 横州市
- 県：
  - 隆安県・馬山県・上林県・賓陽県

| 南寧市の地図                                                                          |
| ------------------------------------------------------------------------------------- |
| 興寧区 青秀区 江南区 西郷塘区 良慶区 邕寧区 武鳴区 隆安県 馬山県 上林県 賓陽県 横州市 |

### 年表
この節の出典

#### 広西省南寧専区
- 1949年10月1日 - 中華人民共和国広西省南寧専区が成立。邕寧県・綏淥県・横県・上思県・永淳県・扶南県・賓陽県・上林県・明江県・思楽県・養利県・崇善県・寧明県・左県が発足。(14県)
- 1949年12月 (8県)
  - 左江専区同正県を編入。
  - 上林県が武鳴専区に編入。
  - 明江県・思楽県・養利県・崇善県・寧明県・左県が竜州専区に編入。
- 1949年12月28日 - 邕寧県の一部が分立し、地級市の南寧市となる。(8県)
- 1950年6月 - 上思県の一部が竜州専区思楽県に編入。(8県)
- 1951年1月25日 - 武鳴専区武鳴県・都安県・隆山県・上林県・遷江県を編入。(13県)
- 1951年6月 - 邕寧県の一部が欽廉専区欽県に編入。(13県)
- 1951年7月9日 - 鬱林専区貴県を編入。(14県)
- 1951年8月10日 - 南寧専区が賓陽専区に改称。

#### 武鳴専区
- 1949年10月1日 - 中華人民共和国広西省武鳴専区が成立。平治県・果徳県・那馬県・隆山県・都安県・武鳴県が発足。(6県)
- 1949年12月 - 慶遠専区忻城県、南寧専区上林県、左江専区隆安県・鎮結県、柳州専区遷江県を編入。(11県)
- 1951年1月25日
  - 武鳴県・都安県・隆山県・上林県・遷江県が南寧専区に編入。
  - 隆安県・鎮結県が竜州専区に編入。
  - 平治県・果徳県・那馬県が百色専区に編入。
  - 忻城県が宜山専区に編入。

#### 広西省南寧市
- 1949年12月28日 - 南寧専区邕寧県の一部が分立し、南寧市が発足。(1市)
- 1952年12月9日 - 一区から四区までの区と郊区が成立。(5区)
- 1953年5月20日 - 桂西チワン族自治区邕寧専区邕寧県の一部が郊区に編入。(5区)
- 1954年3月22日 - 桂西チワン族自治区邕寧県の一部が郊区に編入。(5区)
- 1954年9月2日 - 一区・二区・三区・四区が郊区に編入。(1区)
- 1956年12月8日 - 郊区を廃止。(1市)
- 1957年12月20日 - 広西チワン族自治区の成立により、広西チワン族自治区南寧市となる。

#### 賓陽専区
- 1951年8月10日 - 南寧専区が賓陽専区に改称。(10県)
  - 都安県が宜山専区に編入。
  - 上思県・扶南県・綏淥県・同正県が竜州専区に編入。
  - 百色専区那馬県を編入。
- 1951年9月21日 - 欽廉専区霊山県の一部が邕寧県に編入。(10県)
- 1952年3月8日 - 容県専区桂平県の一部が貴県に編入。(10県)
- 1952年7月 - 貴県が容県専区に編入。(9県)
- 1952年8月11日 (8県)
  - 那馬県・隆山県が合併し、馬山県が発足。
  - 武鳴県の一部が崇左専区隆安県・鎮結県の各一部、百色専区平治県・果徳県と合併し、百色専区平果県となる。
- 1952年8月 - 上林県の一部が宜山専区忻城県に編入。(8県)
- 1952年12月9日 - 馬山県・武鳴県・上林県・邕寧県・賓陽県・横県・永淳県・遷江県が桂西チワン族自治区賓陽専区に編入。

#### 桂西チワン族自治区賓陽専区
- 1952年12月9日 - 賓陽専区馬山県・武鳴県・上林県・邕寧県・賓陽県・横県・永淳県・遷江県を編入。桂西チワン族自治区賓陽専区が成立。(8県)
- 1953年3月7日 (8県)
  - 容県専区貴県、欽州専区霊山県の各一部が横県に編入。
  - 横県の一部が邕寧県、容県専区貴県、欽州専区霊山県に分割編入。
  - 馬山県の一部が桂西チワン族自治区宜山専区忻城県・都安県に分割編入。
  - 桂西チワン族自治区崇左専区隆安県の一部が武鳴県に編入。
- 1953年4月22日 (8県)
  - 横県の一部(新旺郷・鶴心郷・馬蚌郷・江興郷・思鳳郷・金沙郷・文表郷)が容県専区貴県に編入。
  - 容県専区貴県の一部(竜田郷・輸橋郷・新竜郷および竜錦郷の一部)が横県に編入。
- 1953年4月23日 - 桂西チワン族自治区賓陽専区が桂西チワン族自治区崇左専区と合併し、桂西チワン族自治区邕寧専区の発足により消滅。

#### 桂西チワン族自治区邕寧専区
- 1953年4月23日 - 桂西チワン族自治区賓陽専区(8県)・桂西チワン族自治区崇左専区(9県)が合併し、桂西チワン族自治区邕寧専区が発足。(14県)
  - 永淳県が横県・賓陽県・邕寧県に分割編入。
  - 睦南県・思楽県が合併し、寧明県が発足。
  - 遷江県が桂西チワン族自治区宜山専区来賓県に編入。
  - 麗江県が竜津県に改称。
- 1953年4月26日 - 鎮都県の一部が大新県、桂西チワン族自治区百色専区田東県に分割編入。(14県)
- 1953年4月 - 横県の一部が邕寧県に編入。(14県)
- 1953年5月20日 - 邕寧県の一部が南寧市郊区に編入。(14県)
- 1953年5月28日 - 扶綏県の一部が崇左県に編入。(14県)
- 1953年5月 (14県)
  - 馬山県の一部が上林県に編入。
  - 横県の一部が賓陽県に編入。
- 1953年6月 (14県)
  - 馬山県の一部が桂西チワン族自治区宜山専区忻城県に編入。
  - 欽州専区霊山県の一部が横県に編入。
- 1953年7月10日 - 竜津県の一部が寧明県に編入。(14県)
- 1953年7月29日 - 鎮都県の一部が桂西チワン族自治区百色専区田東県に編入。(14県)
- 1953年11月3日 - 賓陽県・邕寧県・横県・武鳴県・上林県・馬山県・崇左県・寧明県・隆安県・竜津県・大新県・鎮都県・扶綏県・上思県が桂西チワン族自治区に編入。

#### 桂西チワン族自治区
- 1953年4月23日 - 桂西チワン族自治区宜山専区都安県を桂西チワン族自治区が直轄する。(1県)
- 1953年11月3日 - 桂西チワン族自治区邕寧専区賓陽県・邕寧県・横県・武鳴県・上林県・馬山県・崇左県・寧明県・隆安県・竜津県・大新県・鎮都県・扶綏県・上思県を直轄する。(15県)
  - 馬山県の一部が上林県に編入。
- 1954年2月18日 - 大新県の一部が扶綏県に編入。(15県)
- 1954年3月22日 - 邕寧県の一部が南寧市郊区に編入。(15県)
- 1954年12月13日 - 扶綏県の一部が崇左県に編入。(15県)
- 1954年12月31日 - 桂西チワン族自治区百色専区平果県の一部が鎮都県に編入。(15県)
- 1955年7月12日 - 寧明県の一部が分立し、憑祥鎮が発足。(15県1鎮)
- 1955年7月 - 広東省欽廉専区欽県の一部が邕寧県に編入。(15県1鎮)
- 1955年9月 - 竜津県の一部が寧明県に編入。(15県1鎮)
- 1955年9月11日 (15県1鎮)
  - 武鳴県の一部が隆安県に編入。
  - 竜津県の一部が寧明県に編入。
- 1955年9月21日 - 都安県および馬山県の一部が桂西チワン族自治区宜山専区河池県・宜山県・忻城県の各一部、桂西チワン族自治区百色専区平果県・東蘭県の各一部と合併し、都安ヤオ族自治県が発足。(14県1自治県1鎮)
- 1956年2月20日 - 桂西チワン族自治区が桂西チワン族自治州に改称。

#### 桂西チワン族自治州
- 1956年2月 - 桂西チワン族自治州宜山地区忻城県の一部が上林県に編入。(14県1自治県1鎮)
- 1956年4月30日 - 隆安県の一部が桂西チワン族自治州百色地区平果県に編入。(14県1自治県1鎮)
- 1956年7月18日 - 隆安県の一部が鎮都県に編入。(14県1自治県1鎮)
- 1956年11月16日 - 憑祥鎮が市制施行し、憑祥市となる。(1市14県1自治県)
- 1957年2月21日 - 桂西チワン族自治州百色地区平果県の一部が都安ヤオ族自治県に編入。(1市14県1自治県)
- 1957年3月15日 - 都安ヤオ族自治県の一部が桂西チワン族自治州百色地区平果県に編入。(1市14県1自治県)
- 1957年3月27日 (1市14県1自治県)
  - 鎮都県が天等県に改称。
  - 隆安県の一部が天等県に編入。
- 1957年12月20日 - 憑祥市・邕寧県・武鳴県・上林県・賓陽県・横県・上思県・扶綏県・崇左県・寧明県・竜津県・大新県・天等県・隆安県・馬山県・都安ヤオ族自治県が広西チワン族自治区邕寧専区に編入。

#### 広西チワン族自治区南寧市(第1次)
- 1957年12月20日 - 広西チワン族自治区の成立により、広西省南寧市が広西チワン族自治区南寧市となる。郊区を設置。(1区)
- 1958年7月28日 - 郊区の一部が分立し、興寧区・江寧区・永寧区が発足。(4区)
- 1959年1月1日 - 南寧専区邕寧県の一部が郊区に編入。(4区)
- 1959年2月6日 - 南寧市が南寧専区に編入。

#### 邕寧専区
- 1957年12月20日 - 広西省桂西チワン族自治州憑祥市・邕寧県・武鳴県・上林県・賓陽県・横県・上思県・扶綏県・崇左県・寧明県・竜津県・大新県・天等県・隆安県・馬山県・都安ヤオ族自治県を編入。広西チワン族自治区邕寧専区が成立。(1市14県1自治県)
- 1958年4月15日 - 崇左県の一部が寧明県に編入。(1市14県1自治県)
- 1958年7月8日 - 天等県の一部が大新県に編入。(1市14県1自治県)
- 1958年8月17日 - 扶綏県の一部が崇左県に編入。(1市14県1自治県)
- 1958年10月21日 - 扶綏県の一部が上思県に編入。(1市14県1自治県)
- 1958年11月14日 - 邕寧専区が南寧専区に改称。

#### 広西チワン族自治区南寧地区
- 1958年12月 (9県1自治県)
  - 賓陽県・上林県が合併し、賓林県が発足。
  - 武鳴県・隆安県が合併し、武隆県が発足。
  - 崇左県・扶綏県が合併し、左江県が発足。
  - 竜津県・寧明県・憑祥市が合併し、睦南県が発足。
  - 大新県および天等県の一部が合併し、新英県が発足。
  - 天等県の残部が百色専区田東県に編入。
- 1959年1月1日 - 邕寧県の一部が南寧市郊区に編入。(9県1自治県)
- 1959年1月22日 - 左江県の一部が睦南県に編入。(9県1自治県)
- 1959年2月6日 - 南寧市を編入。南寧市が県級市に降格。(1市9県1自治県)
- 1959年3月6日 - 都安ヤオ族自治県の一部が馬山県に編入。(1市9県1自治県)
- 1959年5月10日 (1市14県1自治県)
  - 武隆県が分割され、武鳴県・隆安県が発足。
  - 賓林県が分割され、賓陽県・上林県が発足。
  - 左江県が分割され、崇左県・扶綏県が発足。
  - 睦南県が分割され、寧明県・竜津県が発足。
  - 新英県が分割され、大新県・天等県が発足。
- 1959年8月25日 (1市14県1自治県)
  - 南寧市の一部が隆安県に編入。
  - 賓陽県の一部が横県に編入。
- 1960年1月7日 - 扶綏県が崇左県に編入。(1市13県1自治県)
- 1961年4月19日 - 柳州専区来賓県の一部が賓陽県に編入。(1市13県1自治県)
- 1961年5月27日 (2市13県1自治県)
  - 竜津県が竜州県に改称。
  - 寧明県の一部が分立し、憑祥市が発足。
- 1961年12月23日 - 南寧市が地級市の南寧市に昇格。(1市13県1自治県)
- 1962年3月27日 - 崇左県の一部が分立し、扶綏県が発足。(1市14県1自治県)
- 1965年5月18日 - 都安ヤオ族自治県が河池専区に編入。(1市14県)
- 1965年6月26日 - 上思県が欽州専区に編入。(1市13県)
- 1966年6月30日 - 竜州県の一部が憑祥市・寧明県に分割編入。(1市13県)
- 1967年1月7日 - 河池専区都安ヤオ族自治県の一部が馬山県に編入。(1市13県)
- 1971年 - 南寧専区が南寧地区に改称。(1市13県)
- 1979年5月25日 - 邕寧県の一部が南寧市新城区に編入。(1市13県)
- 1981年6月18日 - 寧明県の一部が憑祥市に編入。(1市13県)
- 1982年8月2日 - 邕寧県の一部が南寧市永新区・城北区に分割編入。(1市13県)
- 1983年10月8日 - 邕寧県・武鳴県が南寧市に編入。(1市11県)
- 1987年12月23日 - 馬山県の一部が河池地区都安ヤオ族自治県・巴馬ヤオ族自治県の各一部と合併し、河池地区大化ヤオ族自治県となる。(1市11県)
- 2002年12月23日 - 南寧地区が地級市の崇左市に昇格。
  - 隆安県・馬山県・上林県・賓陽県・横県が南寧市に編入。

#### 広西チワン族自治区南寧市(第2次)
- 1961年12月23日 - 南寧専区南寧市が地級市の南寧市に昇格。郊区が成立。(1区)
- 1979年2月26日 - 郊区が分割され、新城区・永新区・江南区・朝陽区・衡陽区が発足。(5区)
- 1979年5月25日 - 南寧地区邕寧県の一部が新城区に編入。(5区)
- 1980年4月5日 (5区)
  - 朝陽区が興寧区に改称。
  - 衡陽区が城北区に改称。
- 1982年8月2日 - 南寧地区邕寧県の一部が永新区・城北区に分割編入。(5区)
- 1983年10月8日 - 南寧地区邕寧県・武鳴県を編入。(5区2県)
- 1984年6月23日 - 新城区・永新区・江南区・興寧区・城北区の各一部が合併し、市郊区が発足。(6区2県)
- 2001年11月15日 - 市郊区が新城区・興寧区・城北区・永新区・江南区に分割編入。(5区2県)
- 2002年12月23日 - 南寧地区隆安県・馬山県・上林県・賓陽県・横県を編入。(5区7県)
- 2004年9月15日 (6区6県)
  - 邕寧県の一部が興寧区・江南区に分割編入。
  - 新城区および邕寧県の一部が合併し、青秀区が発足。
  - 永新区の一部が江南区に編入。
  - 城北区および永新区の残部が合併し、西郷塘区が発足。
  - 邕寧県の残部が分割され、良慶区・邕寧区が発足。
- 2015年2月16日 - 武鳴県が区制施行し、武鳴区となる。(7区5県)
- 2021年1月20日 - 横県が市制施行し、横州市となる。(7区1市4県)

## 経済

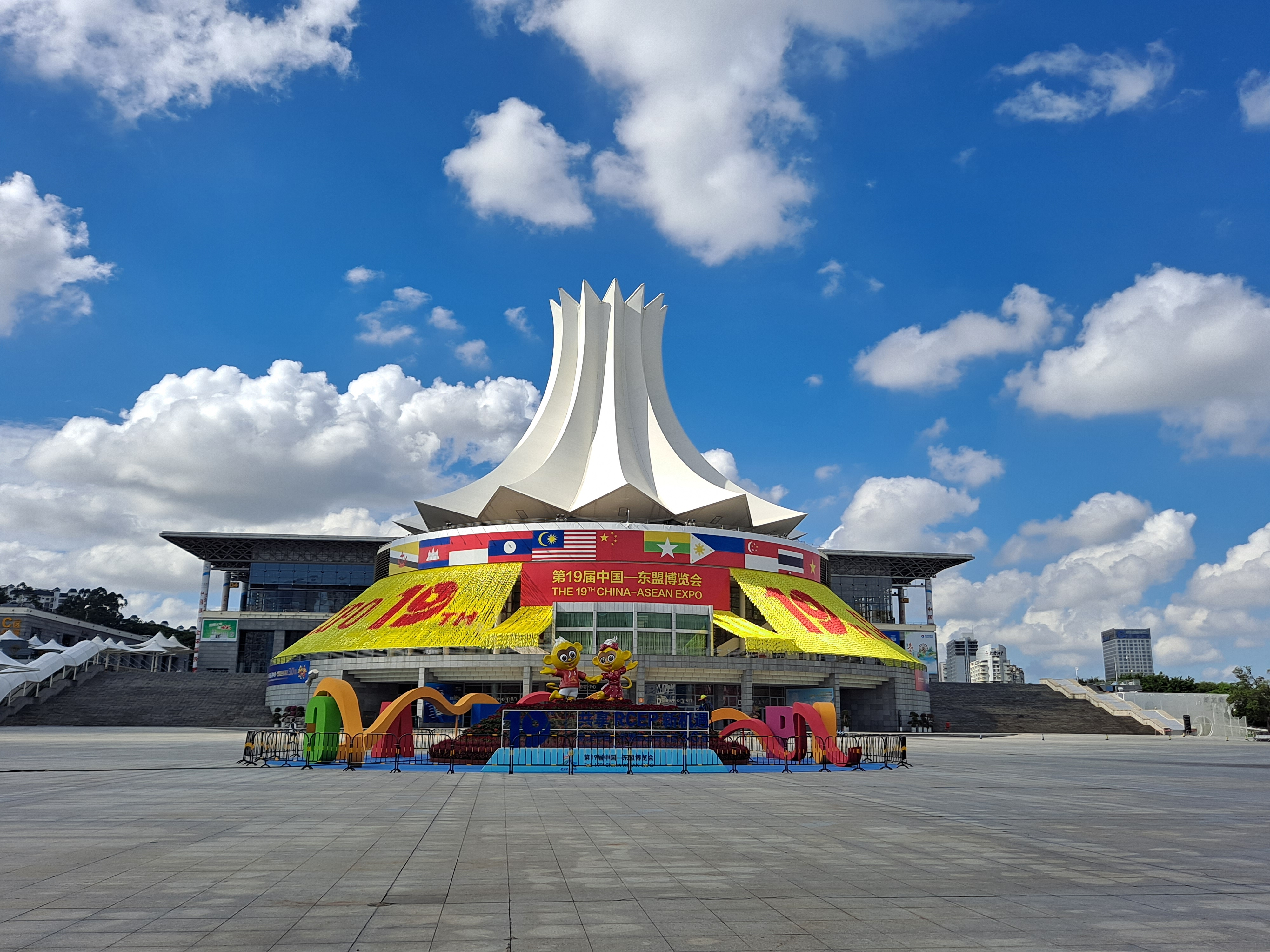
中国ASEAN博覧会

自治区都・南寧は、2004年以降中国ASEAN博覧会（CAEXPO）の定例開催地となっており、併せてASEANビジネス・投資サミットも開催されている。

### 開発区

#### 国家級開発区

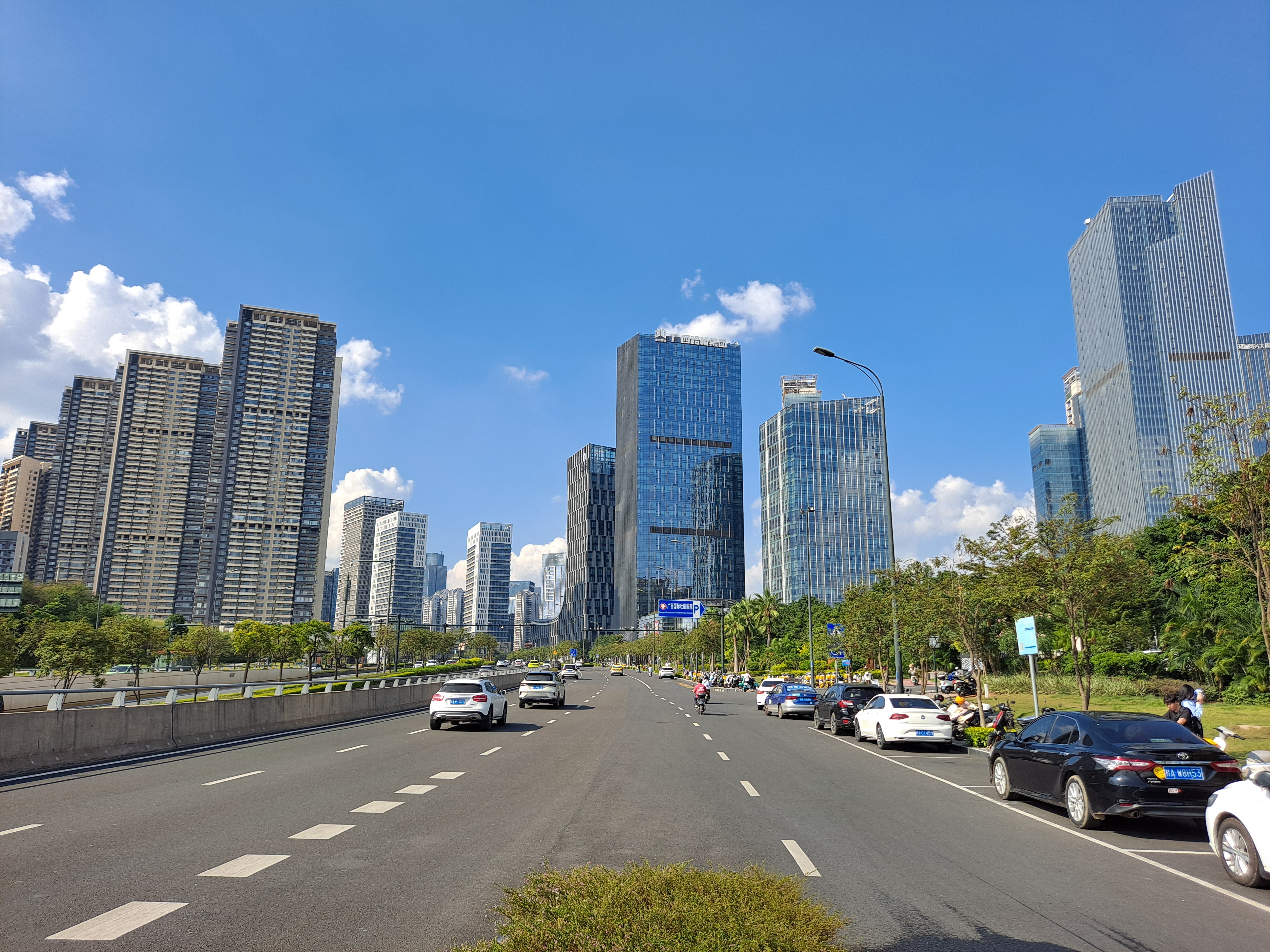
五象新区

- 南寧高新技術産業開発区（1992年設立）　広西大学などがある、市中心部
  - 入居企業: 2,400社

外資: 110社、韓国、米国、ドイツ系企業など
香港企業・嘉里（ケリー）グループ
インドネシア財閥モダングループ系「イエス・スター」社
- 南寧経済技術開発区（1992年設立）
  - 入居企業数: 500社

外資: 米国、ドイツ、日本（ダイセル化学、ハリマ化成）、韓国、シンガポール、台湾、香港企業
- 沿海経済走廊開発区（1993年設立）
  - 入居企業数: 179社

外資: 26社 - 米国、オーストラリア、ニュージーランド、日本、香港、台湾など
- 中国アセアン経済園区（2013年設立）
  - 入居企業数: 270社

外資: 11社 - タイ、オーストラリア、米国、韓国、カナダ、インドネシア、デンマーク、イギリス、香港、台湾、日本など

#### 省級開発区
- 南寧六景工業園区（2003年設立）
- 南寧沿海経済走廊開発区（1993年設立）
- 南寧市仙葫経済開発区（2001年設立）

## 交通

### 道路
- 高速道路
  - 南友高速道路(180キロ)南寧（ナンネイ）と、ベトナムとの国境である友誼関（ユウギカン）とを結ぶ全長約180kmの高速道路である。
  - 桂海高速道路(652キロ)桂海高速道路は、北は桂林の霊川を起点とし、柳州、南寧、欽州などの中心都市を経由して、沿海都市の欽州、北海、防城の三つの港を貫通するものである。路線上は南寧を境とし以南を蘭海高速道路、以北を泉南高速道路と呼称する
  - 南百高速道路(広昆高速道路（英語版）を構成する) (257キロ)南寧と百色・昆明を結ぶ高速道路
  - 都南高速道路（中国語版） (141キロ)南寧と都安・貴陽・重慶を結ぶ高速道路
  - 南梧高速道路（中国語版） (344キロ)南寧と梧州・広東を結ぶ高速道路
  - 南寧外郭循環高速道路（中国語版） (82キロ)南寧周辺を結ぶ環状道路、南寧環状高速道路として計画されたが高速道路の命名規則変更により改称された
- 国道
  - G210国道
  - G322国道
  - G324国道
  - G325国道

### 鉄道
- 主要駅
  - 南寧駅（1951年開業）始発·終着駅
  - 南寧東駅（2014年開業）始発·終着駅
  - 南寧西駅（2015年開業）
  - 南寧北駅（2023年開業）
- 高速鉄道路線
  - 南広線
  - 南珠高速鉄道（中国語版）
  - 南昆旅客専用線
  - 南欽線
  - 柳南都市間鉄道
  - 貴南旅客専用線（中国語版）
  - 南憑都市間鉄道（中国語版）
- 在来線
  - 湘桂線
  - 南昆線
  - 南防線
  - 黎湛線
- 南寧鉄路局所在地
- 南寧地下鉄
  - 1号線
  - 2号線
  - 3号線
  - 4号線
  - 5号線

### 航空
- 南寧呉圩国際空港 南寧の中心から約30キロ西南に位置する。- 香港、マレーシア、タイ王国、ベトナム便など、国内線

### バス
一律1人民元（BRT、エアコンバスは2人民元）火車駅周辺には、公共バスの停留所が5つある。

## 教育

### 大学
公立
- 広西大学（1928年建校）
- 広西民族大学
- 広西医科大学
- 広西財経学院
- 広西医科大学
- 広西芸術学院
- 広西警察学院
- 桂林理工大学
- 南寧学院
- 南寧師範大学

私立
- 広西外国語学院

## 観光

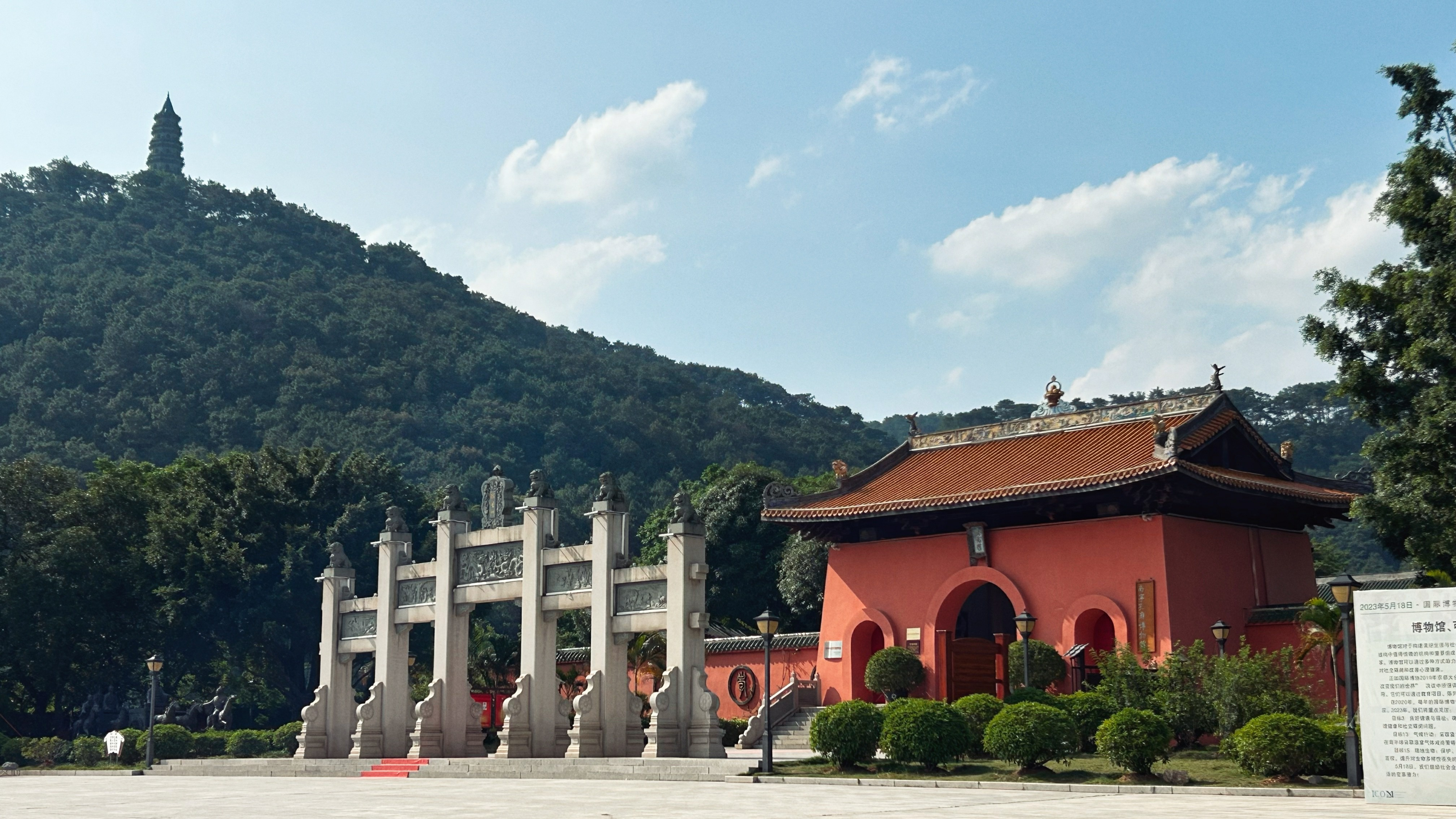
青秀山と南寧孔子廟

- 伊嶺岩（鍾乳洞） 南寧の中心から北へ約25キロ、見学できるのは全長1キロで、面積は1100平方メートル。入場料は15人民元。鍾乳洞の部分は別途25人民元とのこと。
- 広西チワン族自治区博物館 1階には多数の銅鼓が展示されている。2階には少数民族の民族衣装や刺繍や錦織が展示されている。
- 民族文物苑 文物苑がありチワン族の住居やトン族の鼓楼、風雨橋などが展示されている。
- 広西薬用植物園 南寧市の東部にある。開園は1959年。中国最大の漢方薬草園植物園
- 青秀山風景区 国家5A級観光地。南寧市中心部から南東へ約5キロ、邕江沿岸に広がる宋代以来の景勝の地。
- 九曲湾温泉 国家4A級観光地。南寧の中心から北東へ約10キロ、地下1200mから汲み上げられた温泉が売り物。
- 揚美古鎮
- 南湖公園

## 健康・医療・衛生

### 病院
- 南寧市第一人民医院、南寧市第二人民医院、南寧市第三人民医院、南寧市第四人民医院、南寧市第五人民医院
南寧市第六人民医院、南寧市第七人民医院、南寧市第八人民医院、南寧市第九人民医院
- 南寧市中医医院
- 南寧市母子保健院
- 南寧市第二母子保健院
- 南寧市赤十字会医院

## 対外関係

### 友好都市
- ガンビア バンジュール（1987年6月22日締結）
- オーストラリア バンダバーグ（1998年5月12日締結）
- アメリカ合衆国 プロボ （2000年9月27日締結）
- オーストリア クラーゲンフルト （2002年6月13日締結）
- タイ王国 ムアンコーンケン郡 （2002年8月25日締結）
- 大韓民国 果川市（2005年4月18日締結）
- イギリス メトロポリタン・ボロウ・オブ・ノウズリー（2005年8月16日締結）
- ベトナム ハイフォン市 （2006年3月26日締結）
- フィリピン ダバオ （2007年9月3日締結）
- カンボジア シアヌークビル （2007年10月30日締結）
- チリ イキケ （2008年2月20日締結）
- フランス ヴァル＝ド＝マルヌ県 （2008年10月23日締結）
- インドネシア ボゴール （2008年12月17日締結）
- ミャンマー ヤンゴン （2009年10月21日締結）
- アメリカ合衆国 コマース・シティ （2009年10月21日締結）
- カナダ ビクトリア （2010年7月9日締結）
- ラオス チャンパーサック県 （2010年10月21日締結）
- マラウイ リロングウェ （2011年10月22日締結）
- ポーランド グルジョンツ （2011年10月22日締結）
- マダガスカル アンタナナリボ （2015年1月21日締結）
- イタリア クレーマ （2017年9月19日締結）
- ウクライナ ウクライナ イヴァーノ＝フランキーウシク（2019年5月3日締結）
- スペイン ムルシア （2019年9月21日締結）
- ブラジル ポルト・フェリース （2019年12月3日締結）
- ウルグアイ パイサンドゥー （2020年6月1日締結）
- 日本 秋田市（2021年11月22日締結）